# 大村車輛基地站
大村車輛基地站（日语：／ Ōmura Rail Yard */?）是一位於日本長崎縣大村市，由九州旅客鐵道（JR九州）經營，為大村線的車站，隨西九州新幹線投入營運時，與新大村站同時啟用，為請願站。

## 概要
西九州新幹線武雄溫泉站 - 長崎站路線間與與熊本綜合車輛場大村車輛管理事務所（大村車両基地）與鄰近松原站到竹松站路線間車站一起開業。該站是大村市要求在JR九州旅客鐵道公司一側設置的請願站，大村市承擔建設鐵道車站建設成本費用的車站。

## 歷史
- 2020年11月26日：站名定為「大村車輛基地站」[2]。
- 2022年9月23日：正式營運[1][2][3]。

## 利用狀況
在2022年度公佈的各站乘車人數中，本站並未打入首300位內，亦未達至每人使用人數達100人的列表。但在2023年度，因平均使用人數超過100人，因此被列入JR九州年度排行榜的附頁內。
| 乘車人次變化 | 乘車人次變化 |
| 年度         | 1日平均人次  |
| ------------ | ------------ |
| 2022         | <100         |
| 2023         | >100         |

## 相鄰車站
九州旅客鐵道（JR九州）
■大村線
■快速「Sea Side Liner」（下記以外）
通過
■快速「Sea Side Liner」（每日黃昏一班開往長崎的列車）
彼杵－大村車輛基地－竹松
■區間快速「Sea Side Liner」、■普通
松原－大村車輛基地－竹松

## 關連項目
- 富合站：同樣因JR九州新幹線部熊本綜合車輛所啟用而設置的車站。

## 外部連結
- JR九州大村車輛基地站 （页面存档备份，存于）
- 大村車両基地駅(JR大村線) （页面存档备份，存于） - 大村市